# Snæfells- og Hnappadalssýsla

Snæfellsnes- og Hnappadalssýsla

Die Snæfells- og Hnappadalssýsla ist ein Bezirk im Westen Islands.
Zu diesem Bezirk gehört der größte Teil der Snæfellshalbinsel. Er besteht aus den Gemeinden Eyja- og Miklaholtshreppur, Snæfellsbær, Grundarfjarðarbær und Helgafellssveit. Die Ortschaften Stykkishólmur, Grundarfjörður und Ólafsvík gehören dazu. 
Das Hnappadalur liegt in der ehemaligen Gemeinde Kolbeinsstaðahreppur, die jetzt in der Gemeinde Borgarbyggð aufgegangen ist und zur Mýrasýsla gehört.
Die Snæfells- og Hnappadalssýsla liegt im Wahlkreis Norðvesturkjördæmi.